# Archéothanatologie
Le terme « archéothanatologie » a été proposé par Bruno Boulestin et Henri Duday lors d'une table ronde qui s'est tenue à Sens en 1998 et dont les actes ont été publiés en 2005. Il désigne l’étude des différents aspects biologiques, sociologiques et culturels de la mort dans les populations anciennes.
Branche de la paléoanthropologie, constituant plus ou moins l'équivalent de l'« anthropology of death » des auteurs de langue anglaise, l'archéothanatologie fait appel aux données du terrain (fouilles archéologiques), à l'anthropologie biologique, à l'anthropologie sociale et à l'ethnologie. Elle étudie les processus anté-dépositionnels, dépositionnels et post-dépositionnels
Le terme d'archéothanatologie tend aujourd'hui à remplacer les expressions jusque-là utilisées d'« anthropologie de terrain » ou d'« archéologie funéraire », qui présentent plusieurs inconvénients[Lesquels ?] et sont trop restrictives, l'archéothanatologie plaçant les restes du défunt au centre du discours.